# Calyptogena goffrediae
Calyptogena goffrediae is een tweekleppigensoort uit de familie van de Vesicomyidae. De wetenschappelijke naam van de soort is voor het eerst geldig gepubliceerd in 2006 door Krylova & Sahling.